# Maryborough Airport (flygplats i Australien, Victoria)
Maryborough Airport är en flygplats i Australien. Den ligger i kommunen Central Goldfields och delstaten Victoria, omkring 140 kilometer nordväst om delstatshuvudstaden Melbourne.
Runt Maryborough Airport är det ganska tätbefolkat, med 129 invånare per kvadratkilometer.. Närmaste större samhälle är Maryborough, nära Maryborough Airport. 
I omgivningarna runt Maryborough Airport växer huvudsakligen savannskog. Genomsnittlig årsnederbörd är 690 millimeter. Den regnigaste månaden är juli, med i genomsnitt 87 mm nederbörd, och den torraste är januari, med 20 mm nederbörd.